# Baranjske večeri poezije
Baranjske večeri poezije, pjesnička manifestacija koju je organizirala Općinska konferencija Saveza socijalističke omladine Beli Manastir 1976. godine u 19 baranjskih mjesnih zajednica. 
Manifestacija je započela u Topolju povodom Dana žena, a završila u Belom Manastiru povodom Dana mladosti. Na njoj su sudjelovali mladi pjesnici Miroslav Alilović, Josip Balatinac, Adela Bešlić, Nevenka Čugalj, Ladislav Eškidt, Željko Gašpert, Miroslav Ilić i dr.
Izvor:
- Josip Balatinac: "Baranjske večeri poezije", Baranjski srednjoškolac, III, 7, 9 - Beli Manastir, 1.III.1976.